# Ciência náutica portuguesa

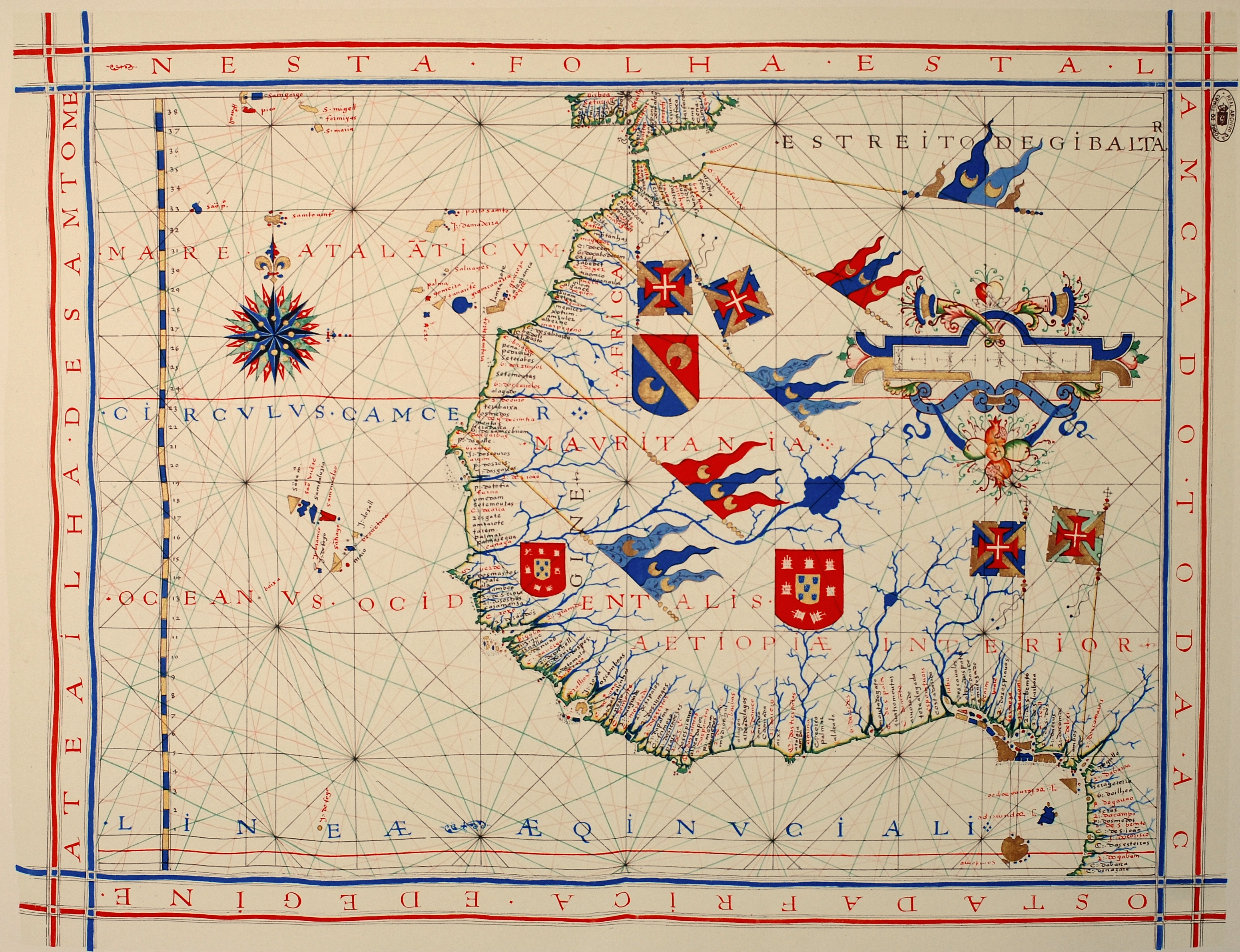
Carta náutica pré-mercator da Costa da África (1571), com as latitudes observadas e direcções magnéticas com escala constante, assumindo uma superfície terrestre plana, de Fernão Vaz Dourado (Torre do Tombo, Lisboa).

A Ciência Náutica Portuguesa é nome dado ao somatório dos preceitos, técnicas e investigação relativos à navegação astronómica no Oceano Atlântico, desenvolvido pelos portugueses. Apesar de remontar ao século XIII, a expansão portuguesa obrigou a uma evolução bastante rápida, uma vez que se tornou necessário superar novos obstáculos, tendo a investigação e evolução estado a cargo de uma elite de astrónomos, pilotos, matemáticos e cartógrafos, entre os quais se destacaram Pedro Nunes (com os estudos sobre a forma de determinar as latitudes por meio dos astros, entre outros) e D. João de Castro (que investigou o magnetismo da Terra).

## Arquitectura naval

### Barcas e Barineis
Até ao século XV, os Portugueses praticavam uma navegação de cabotagem, utilizando a barca embarcação pequena e frágil. A Barca era um navio com uma só coberta e um só mastro, que podia levar ou não cesto de gávea, com vela quadrangular fixa suspensa numa verga colocada sobre o mastro. À vela quadrada chama-se também vela redonda, porque enfunava com o vento e ficava arredondada como um balão. A Barca, destinada a viagens pequenas de cabotagem e pesca está associada aos primórdios dos Descobrimentos, a viagens à Ilha da Madeira, Açores, Canárias, e à exploração do litoral africano até pelo menos às alturas de Arguim na actual Mauritânia. Foi ainda numa barca que Gil Eanes dobrou o Cabo Bojador em 1434. Estes barcos não conseguiam dar resposta às dificuldades que surgiam no avanço para Sul, como os baixios, os ventos fortes e as correntes marítimas desfavoráveis. Seria sucedida pela caravela.

### Caravelas
O navio que marcou a primeira fase dos Descobrimentos portugueses, a fase atlântica e africana foi a caravela. Empregue na exploração da costa africana, fora usada primitivamente na faina da pesca e caracterizada pela sua robustez e pouco calado; com uma tonelagem que variou das 50 às 160 toneladas e armando 1, 2 ou 3 mastros com velas latinas triangulares, bolinava satisfatoriamente para a época.
Era de navegação fácil e melhor capacidade de bordejar, dado ter um aparelho latino. No entanto a sua capacidade limitada de carga e a necessidade de uma grande tripulação eram os seus principais inconvenientes, que, no entanto, nunca obstaram ao seu sucesso. Este deve-se em boa parte à evolução técnica registada no século XV e graças às múltiplas viagens de exploração da costa atlântica africana, substituindo definitivamente as barcas e os barinéis naquelas actividades de navegação. Entre as caravelas famosas estão a Bérrio, Caravela Anunciação, Caravela Vera Cruz.

### Naus e Carracas

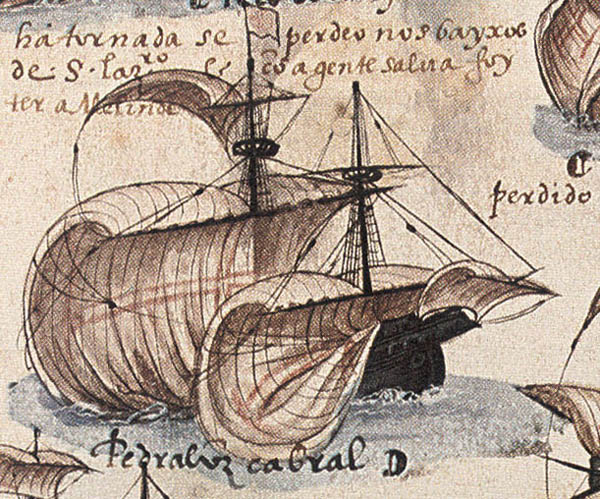
Nau de Pedro Álvares Cabral no Livro das Armadas (Biblioteca da Academia das Ciências de Lisboa).

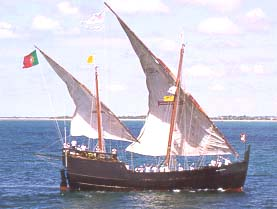
Réplica da Caravela Boa Esperança.

"Nau" era o sinónimo arcaico de navio, nave ou barco de grande porte destinado a longos percursos. Durante a época dos Descobrimentos, houve uma evolução dos tipos de navio utilizados. Na Baixa Idade Média, entre o século XIII e a primeira metade do XV, as naus, ainda tecnicamente longe daquilo que seriam nos Descobrimentos, serviam essencialmente para transportar mercadorias que provinham dos portos da Flandres para a península Itálica, no Mar Mediterrâneo, e vice-versa.
À época de Fernando I de Portugal as naus desenvolveram-se de forma assinalável em Portugal. Devido à pirataria que assolava a costa portuguesa e ao esforço nacional de criação de uma armada para as combater, as naus passaram a ser utilizadas também na marinha de guerra. Nesta altura, foram introduzidas as bocas-de-fogo, que levaram à classificação das naus segundo o poder de artilharia: naus de três pontas (100 a 120 bocas) e naus de duas pontas e meia (80 bocas). A capacidade de transporte das naus também aumentou, alcançando as duzentas toneladas no século XV, e, as quinhentas, no século seguinte. Com a passagem das navegações costeiras às oceânicas, e à medida que se foi desenvolvendo o comércio marítimo e se tornou necessário aumentar a capacidade do transporte de mercadorias, armamento, marinheiros e soldados, foram sendo modificadas as características. Surgiam então as caravelas de armada e, posteriormente, as naus.

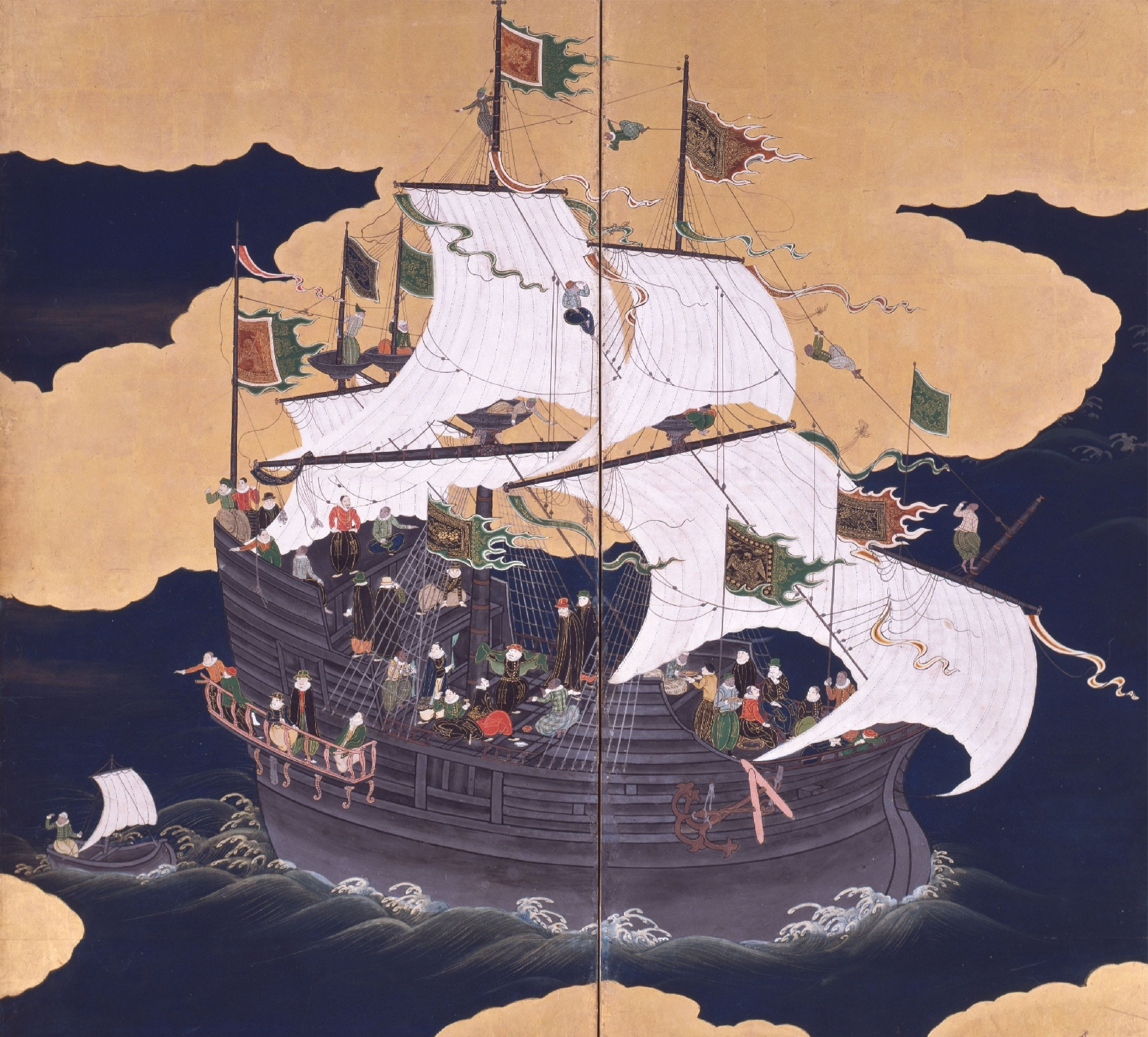
Carraca Portuguesa em Nagasaki, no Japão em 1570. Painel japonês do século XVII.

Em 1497 partiu Vasco da Gama para a Índia já com três naus e uma caravela. De grande porte, com castelos de proa e de popa, dois, três ou quatro mastros, com duas ou três ordens de velas sobrepostas, as naus eram imponentes e de armação arredondada. Tinham velas latinas no mastro da ré. Diferentes das caravelas, galeões e galé, as naus tinham, em geral, duas cobertas. No século XVI tinham tonelagem não inferior a 500, embora, segundo o testemunho do Padre Fernando de Oliveira, no seu livro Livro da Fábrica das Naus, em meados desse século as naus eram armadas com crescente tonelagem.
Carraca era um tipo de navio utilizado no transporte de mercadorias referenciado em documentos dos séculos XV e XVI, vulgarizado sobretudo no Mediterrâneo, utilizado no transporte de mercadorias. As carracas eram navios de velas redondas e borda alta, e possuíam três mastros. Os primeiros exemplares tinham uma capacidade de 200 a 600 toneladas, mas na época em que os portugueses as utilizaram na carreira da Índia atingiu valores de 2000 toneladas.

## Cartografia

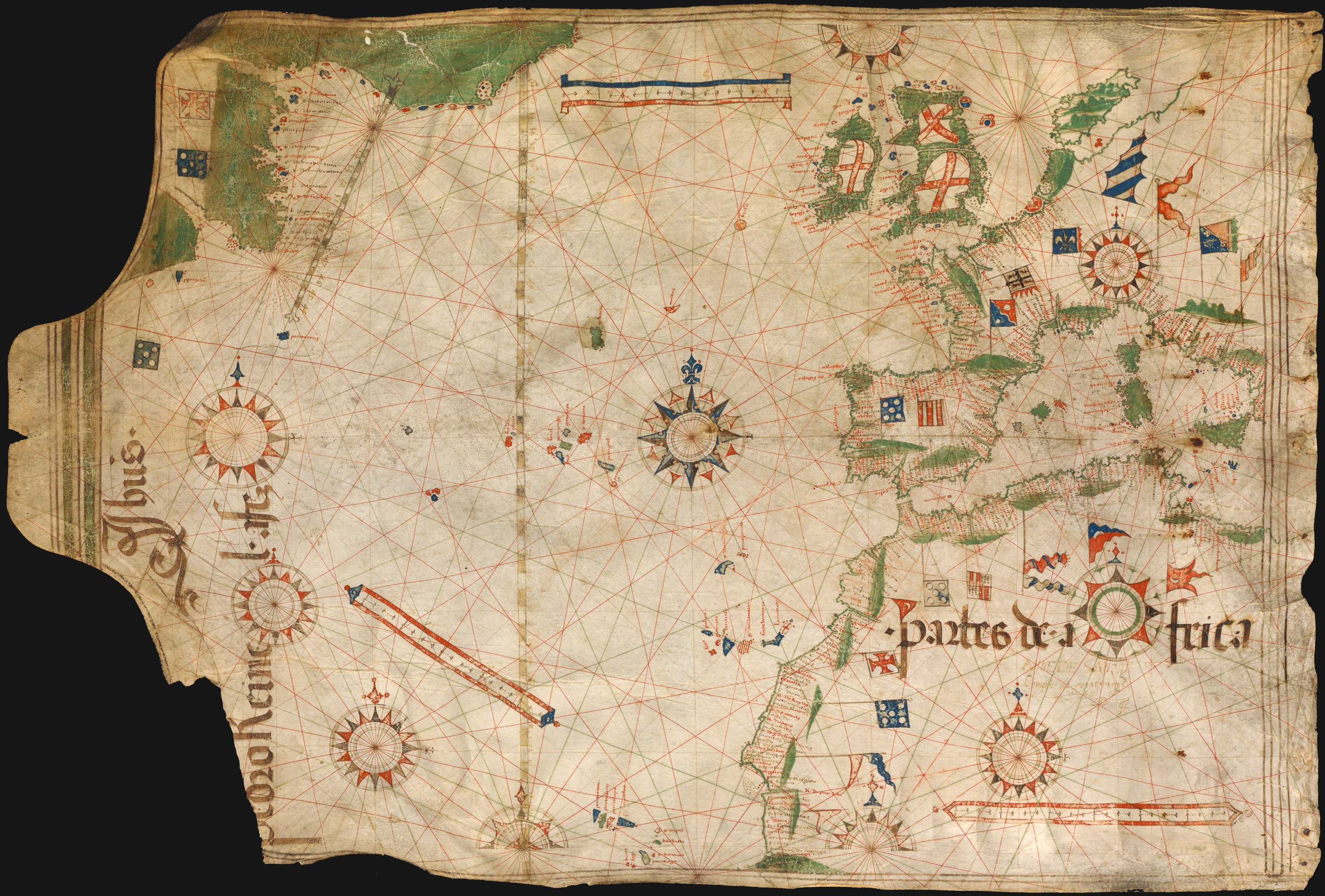
Carta atlântica de Pedro Reinel na Bayerische Staatsbibliothek, Munique.

Jehuda Cresques (~1350-~1427), também conhecido por Jafuda Cresques e Jaume Riba, também conhecido por Jaime de Maiorca, filho do cartógrafo Abraão Cresques, judeu-catalão, foi um dos notáveis cartógrafos ao serviço do Infante D. Henrique.
Após as perseguições de Aragão de 1391, tendo adoptado o nome Jaume Riba (Jacobus Ribus, em Latim) é tido como possível coordenador português, e há o registro de um Mestre Jacome de Malhorca com essa posição. A maior parte dos peritos crê que terão sido a mesma pessoa.
A carta atlântica de 1504 de Pedro Reinel (~1462 - ) é a primeira carta náutica conhecida com uma indicação de latitudes. Dele é também a mais antiga carta de marear portuguesa assinada (c. 1485). Trata-se de um portulano representando a Europa Ocidental e parte de África, que reflecte as explorações efectuadas pelo navegador Diogo Cão ao longo da costa africana. Com o seu filho, Jorge Reinel, e o cartógrafo Lopo Homem, participou na elaboração do atlas conhecido por Atlas de Lopo Homem-Reinés ou Atlas de Miller, de 1519. Ele e o seu filho foram considerados dos melhores cartógrafos do seu tempo, a ponto do imperador Carlos V os desejar a trabalhar para si. As cartas e atlas destes cartógrafos encontram-se espalhadas pelo mundo, desde a Biblioteca Nacional de França  até à Biblioteca de Munique e à British Library.

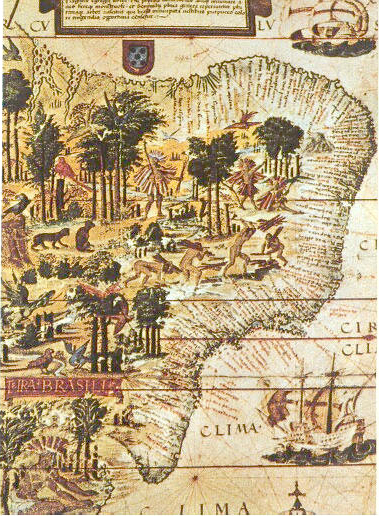
Detaljkhkkyhuhe do mapa "Terra Brasilis" de Lopo Homem (Atlas Miller, 1519).

Em 1517 o rei D. Manuel I de Portugal passou a Lopo Homem, cartógrafo e cosmógrafo português, um alvará (revalidado em 1524 por D. João III) que lhe dava o privilégio de fazer e emendar todas as agulhas (bússolas) dos navios. Em caso de ser outra pessoa a efectuar estas tarefas, teria de pagar, assim como o contratador, vinte cruzados ao cartógrafo. Em 1524 participou na Junta Badajoz-Elvas, estabelecida pelas Coroas de Portugal e Espanha para demarcar os limites de navegação dos dois países. A obra mais antiga conhecida deste cartógrafo é um planisfério, descoberto em Londres em 1930. Em Florença existe outro planisfério, datado de 1554, e na Biblioteca Nacional de Lisboa há também uma carta marítima.
Na terceira fase da antiga cartografia náutica portuguesa, caracterizada pelo abandono da influência de Ptolemeu na representação do Oriente e por uma melhor precisão na representação das terras e continentes, destaca-se Fernão Vaz Dourado (Goa ~1520 — ~ 1580), cuja obra apresenta extraordinária qualidade e beleza, conferindo-lhe a reputação de um dos melhores cartógrafos de seu tempo. Muitas de suas cartas manuscritas são de grande escala. São conhecidos seis atlas náuticos do período de 1568 a 1580.
Diogo Homem (~1520-1576) foi um cartógrafo português, filho de Lopo Homem e provavelmente primo de André Homem, ambos cartógrafos portugueses. A sua obra cartográfica foi produzida entre 1557 e 1576, destacando-se o chamado "Atlas de Diogo Homem", com vinte e nove páginas manuscritas em pergaminho iluminado. Dele conhecem-se numerosas cartas.
Diogo Soares (Lisboa, 1684 - Goiás, 1748), foi um cartógrafo português, e padre jesuíta, responsável pelo primeiro levantamento das latitudes e longitudes, de uma vasta área do território brasileiro. É nomeado cartógrafo régio e, em 1729, segue para o Brasil por ordem de D. João V, com o objectivo de elaborar mapas. Ambos eram designados por padres matemáticos, ou astrónomos. Um dos seus principais trabalhos, são as denominadas Cartas Sertanistas, rascunhos em que Soares foi apontando as descobertas de novos territórios, ou regiões, com alguma importância económica, nomeadamente Minas Novas do Fanado (ou do Araçuaí), no norte, e a Zona da Mata, no Sul.Também se incluem nestas Cartas, o desenho das duas principais vias de comunicação entre o Rio de Janeiro, e as Minas de Ouro (actulmente o Estado de Minas Gerais): Caminho Velho (por Parati e Taubaté), e Caminho Novo (de Porto de Estrela para Minas Gerais, construído entre 1698 e 1704).

## Navegação astronómica

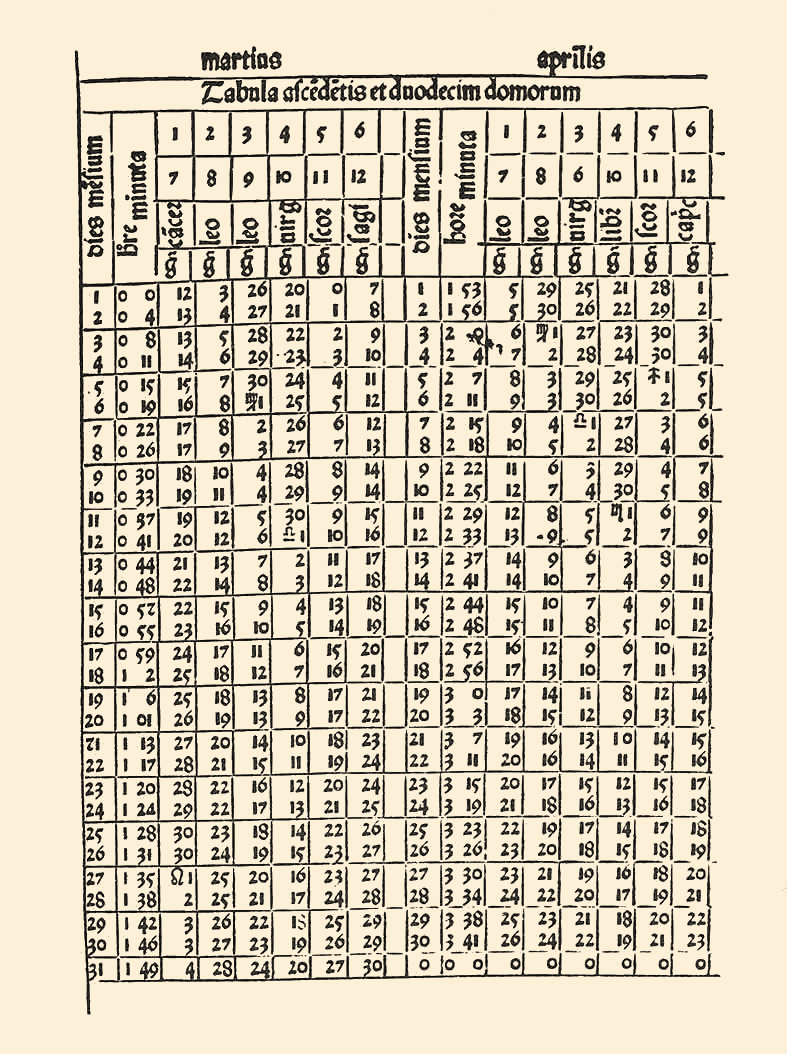
Tábua astronómica do Almanach Perpetuum de Abraão Zacuto, publicado em Leiria em 1496.

Em 1492, o astrónomo e matemático Abraão Zacuto refugiou-se em Lisboa após a expulsão dos judeus de Espanha, trazendo consigo as tábuas astronómicas que ajudariam os navegadores portugueses. Nomeado Astrónomo e Historiador Real pelo Rei D. João II, Abraão Zacuto foi o autor de um novo e melhorado Astrolábio, que ensinou os navegantes portugueses a utilizar, e também de melhoradas tábuas astronómicas que ajudaram a orientação das caravelas portuguesas no alto-mar, através de cálculos a partir de observações com o Astrolábio. As tábuas indicavam os "lugares" dos astros. Equivalente à longitude celeste actual, para vários anos de um ciclo, variável com o planeta (no caso do Sol era de quatro anos).
Quando se introduziram na náutica as observações astronómicas que a revolucionaram, em particular a observação de altura meridiana do Sol para com o conhecimento da declinação solar, se poder calcular  a latitude do lugar, recorreu-se às tábuas Almanach Perpetuum, do astrónomo judeu Abraão Zacuto, publicadas em Leiria em 1496. Neste livro viriam as tábuas astronómicas para os anos de 1497 a 1500, que foram utilizadas, juntamente com o seu astrolábio melhorado de metal, por Vasco da Gama e Pedro Álvares Cabral nas suas viagens.

## Instrumentos de Navegação

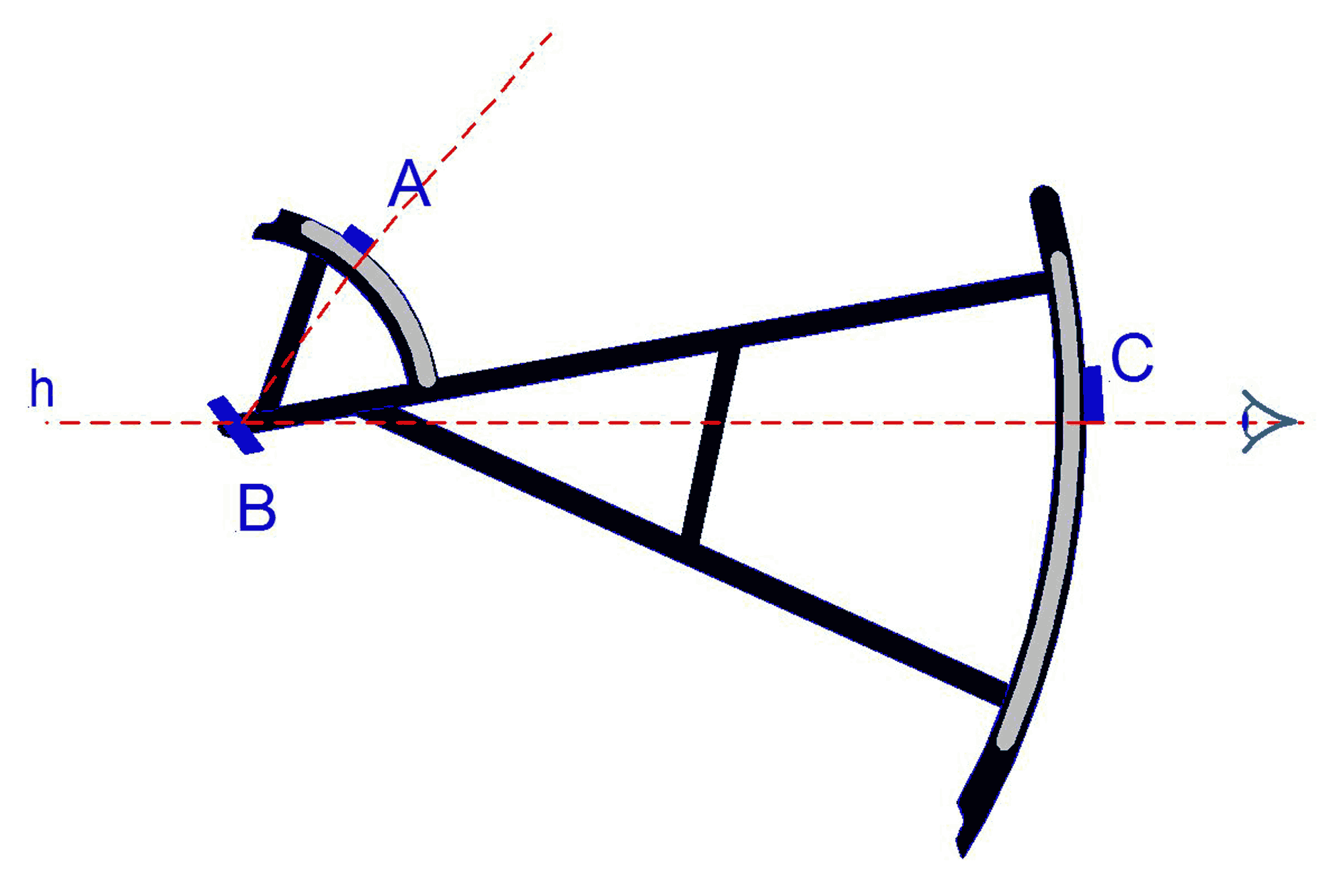
Balestilha.

Para a navegação astronómica os portugueses, como outros europeus, recorreram a instrumentos de navegação árabes, como o astrolábio e o quadrante (um quarto de astrolábio munido de um fio de prumo), que aligeiraram e simplificaram. Inventaram ainda outros, como a balestilha, ou "bengala de Jacob" (para obter no mar a altura do sol e de outros astros), que não utiliza a graduação de um arco de circunferência mas um segmento deslizante ao longo de uma haste, com o olho do observador em linha recta com o astro observado.
Mas os resultados variavam conforme o dia do ano, o que obrigava a correcções, feitas de acordo com a inclinação do Sol em cada um desses dias. Por isso os Portugueses utilizaram tabelas de inclinação do Sol no século XV ou Tábuas astronómicas. Eram preciosos instrumentos de navegação em alto-mar, tendo conhecido uma notável difusão, como outras tabelas que continham correcções necessárias ao cálculo da latitude através da Estrela Polar.

## Técnicas de Navegação

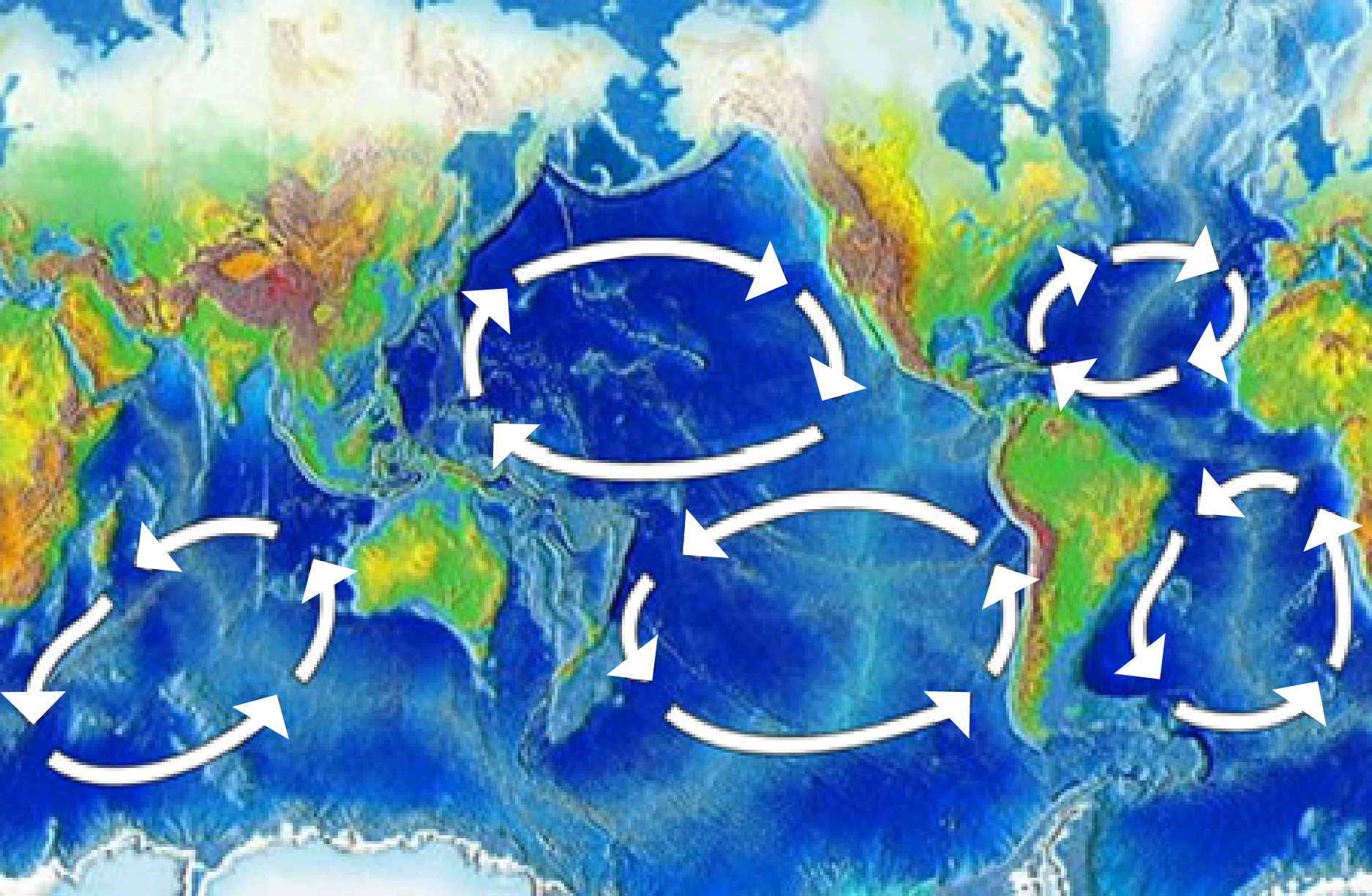
Mapa mostrando a localização das principais correntes e ventos oceânicos giratórios.

Os descobrimentos portugueses do início do século XV não se limitarem à exploração científica e comercial do litoral africano; houve também viagens para o mar largo em busca de informações meteorológicas e oceanográficas que permitissem o regresso dos navios da costa africana por zonas de ventos mais favoráveis. Foi nestes trajectos que se descobriram os arquipélagos da Madeira e dos Açores, o Mar dos Sargaços ou Mar da Baga, e a volta da Mina ou seja, a rota oceânica de regresso de África.
O conhecimento do regime de ventos e correntes do Atlântico Norte e a determinação da latitude por observações astronómicas a bordo, permitiu nova singradura no regresso de África, cruzando o Atlântico Central até à latitude dos Açores, onde os ventos de Oeste facilitavam o rumo directo para Lisboa, possibilitando assim que os portugueses se aventurassem cada vez para mais longe da costa. "Volta do mar" ou "Volta do mar largo" é uma manobra de navegação utilizada em longas viagens oceânicas, que remonta aos descobrimentos portugueses do século XV. Esta técnica consiste em descrever um largo arco para evitar a zona central de calmaria e aproveitar os ventos e correntes permanentes favoráveis, que giram no sentido dos ponteiros do relógio quando no hemisfério norte, e em sentido contrário no hemisfério sul, devido à circulação atmosférica e  ao efeito de Coriolis.

### Volta do largo
O nome "volta do mar largo" foi cunhado pelos navegadores portugueses no Oceano Atlântico Norte, quando eram obrigados, no regresso das costas equatoriais africanas, a afastar-se para o mar largo, evitando o mar dos sargaços e ganhando o Atlântico Central, para depois rodarem para les-nordeste vindo cruzar as águas dos Açores.
No caso do Atlântico Norte, não era possível a navegação directa para as costas europeias, pelo que qualquer navio vindo do hemisfério sul (incluindo os vindos da Índia, China e outras regiões da Ásia via Cabo da Boa Esperança) ou das Caraíbas, era obrigado a cruzar as alturas dos Açores ou um pouco a norte daquelas ilhas.